# Classe Phénix
La classe Phénix di tredici sommergibili costieri, appartenne alla Marine nationale. Nessuna unità entrò mai in servizio.

## Progetto
Nel periodo tra le due guerre in Francia vennero sviluppati tre tipi principali di sommergibili: il sommergibile oceanico, o di prima classe, e il sommergibile costiero, o di seconda classe, e il sommergibile posamine, o di terza classe.
La classe Phénix, approvata con il piano di costruzioni navali del 1939, apparteneva al secondo tipo e rappresentava un miglioramento rispetto alla classe Aurore da 1 170 tonnellate. Differiva da essa principalmente per l'aggiunta di una sezione nello scafo di 2,90 m che garantiva la dotazione di aria condizionata rendendo le unità di questa classe particolarmente adatte all'impiego in clima tropicale. Dopo il disastro del Phénix, avvenuto il 15 giugno 1939, il 24 dello stesso mese fu ordinata una nuova unità aggiuntiva, designata Phénix, che assunse il ruolo di unità capoclasse. Nell'aprile 1940 venne emesso un ordine di costruzione per 13 battelli,  uno da costruirsi presso l'arsenale di Tolone (Phénix), quattro da costruirsi presso il cantiere navale Normand di Le Havre (Brumaire, Frimaire, Nivôse, Vendémiaire), quattro presso il cantiere navale Worms di Le Trait (Floréal, Germinal, Pluviôse, Ventôse), e quattro presso il cantiere navale Schneider di Chalon-sur-Saône (Fructidor, Messidor, Prairial, Thermidor). La firma dell'armistizio di Compiègne, avvenuta il 22 giugno 1940, pose fine al programma di costruzione.

## Caratteristiche tecniche
I Phénix erano battelli lunghi 74,90 metri, con una baglio di 6,40 metri e un pescaggio di 3,90 metri. Il dislocamento standard era di 1 056 tonnellate a pieno carico; in immersione il dislocamento aumentava a 1 252 tonnellate. L'apparato propulsore era formato da due motori Diesel Sulzer eroganti una potenza complessiva di 8 400 shp), e da due motori elettrici, eroganti una potenza complessiva di 2 800 shp. La velocità massima era di 18 nodi in superficie, e 9 in immersione. Il gasolio per gli apparati diesel era contenuto in serbatoi per una capienza totale di 121 tonnellate,: questa scorta garantiva un'autonomia di 8 000 miglia alla velocità di 12 nodi in emersione Ai motori erano vincolati due alberi con un'elica ciascuno. La profondità operativa massima dei Phénix era pari a 100 metri.
L'armamento della classe si articolava su dieci tubi lanciasiluri da 550 mm, con 20 siluri di scorta. L'armamento secondario era composto da un cannone da 40 mm e da una mitragliatrice da 20 mm. L'equipaggio della classe ammontava a quattro ufficiali e 41 tra sottufficiali e marinai.